# Paul Ilgen
Louis Paul Erdmann Ilgen (* 1848 in Polzin, Pommerische Schweiz;  † 24. November 1918 in Sorau, Preußen) war ein deutscher Historiker und Gymnasialprofessor. Er förderte den jungen Dichter Christian Morgenstern.

## Leben und Wirken
Paul Ilgen war der Sohn des Kaufmanns August Wilhelm Ilgen und seiner Ehefrau Johanne Auguste Amalie geb. Fritz.
Ilgen besuchte das Gymnasium in Pyritz und legte dort 1867 das Abitur ab. Danach studierte er Geschichte und wahrscheinlich Philologie. 1873 wurde er in Jena promoviert.
Danach wurde Paul Ilgen Lehrer an der Dorotheenstädtischen Realschule in Berlin, 1874/75 an der Handelsschule in Augsburg und danach in Schwerin.
Seit 1877 unterrichtete er am Gymnasium in Sorau in der östlichen Niederlausitz, wo er später zum Oberlehrer befördert wurde. Er war Mitbegründer des Vereins für die Geschichte Soraus  und wurde dessen stellvertretender Vorsitzender spätestens seit 1889. Er war auch Mitglied der Freimaurerloge Zu den 3 Rosen im Walde in Sorau, deren Geschichte er später schrieb.
Von 1890 bis 1892  unterstützte er den  Gymnasiasten Christian Morgenstern, der vorher eine militärische Ausbildungsanstalt verlassen hatte, und gab ihm viele Anregungen.

„(...) bei (...) Paul Ilgen fand er liebevolle Aufnahme. Er und seine gesellige, kunstsinnige Frau wurden ihm zu zweiten Eltern . In den zwei Jahren des Sorauer Aufenthaltes lebte er sehr glücklich . Er lernte nicht mehr ganz so ungern (...)“

Seit etwa 1900 trug Ilgen den Titel eines Professors (Gymnasialprofessors) am Gymnasium in Sorau. Zwischen  1909 und 1913 trat er in den Ruhestand.
Ilgen starb 1918 im Alter von 70 Jahren in seiner Wohnung in Sorau. Er war verheiratet mit Marie geb. Wapenhänsch.

## Publikationen
Paul Ilgen veröffentlichte mehrere Schriften zu verschiedenen Themen, besonders aus der Geschichte, sowie Artikel in Geschichtsfachzeitschriften und Schulprogrammen.
- Nicolaus von Butrinto als Quelle zur Geschichte Heinrichs VII., Jena 1873 Digitalisat
- Katalog der sogenannten Kirchenbibliothek zu Sorau, 3 Hefte, 1886, 1890 Digitalisat
- Die rationelle Bienenzucht,  Velhagen & Klasing, Berlin 1900, mit Heinrich Ilgen
- Geschichte der Logen "zu den 3 Säulen" in Triebel und "zu den 3 Rosen im Walde" in Sorau 1806–1901, um 1902 (später ergänzt Geschichte der Loge "zu den 3 Rosen im Walde" zu Sorau N.-L. in den Jahren von 1901–1920 von Werner Remin)
- Lebensweisheit für die Jugend aus unseren deutschen Dichtern , Rauert & Pittius, Sorau 1909
- Der Verein für die Geschichte Soraus im ersten Vierteljahrhundert seines Bestehens. Dargestellt von einem seiner Mitbegründer, Sorau 1913